# Gasterocercus
Gasterocercus är ett släkte av skalbaggar. Gasterocercus ingår i familjen vivlar.

## Dottertaxa tillGasterocercus, i alfabetisk ordning[1]
- Gasterocercus albicans
- Gasterocercus albifrons
- Gasterocercus albinus
- Gasterocercus alboflavus
- Gasterocercus albosparsus
- Gasterocercus amplicollis
- Gasterocercus anatinus
- Gasterocercus anthriboides
- Gasterocercus asper
- Gasterocercus bifasciatus
- Gasterocercus brunnescens
- Gasterocercus callangensis
- Gasterocercus clitellarius
- Gasterocercus cristulatus
- Gasterocercus cryptaspis
- Gasterocercus curvifemur
- Gasterocercus curvifrons
- Gasterocercus curvipes
- Gasterocercus dejanii
- Gasterocercus dejeanii
- Gasterocercus dentipes
- Gasterocercus depressirostris
- Gasterocercus dubitabilis
- Gasterocercus dumerilii
- Gasterocercus enokivorus
- Gasterocercus erinaceus
- Gasterocercus exiguus
- Gasterocercus farinosus
- Gasterocercus gracilipes
- Gasterocercus grandicollis
- Gasterocercus griseoflavus
- Gasterocercus griseus
- Gasterocercus hilaris
- Gasterocercus horridus
- Gasterocercus hypsophilus
- Gasterocercus immundus
- Gasterocercus lateralis
- Gasterocercus latirostris
- Gasterocercus latreillei
- Gasterocercus longimanus
- Gasterocercus longipes
- Gasterocercus longirostris
- Gasterocercus melancholicus
- Gasterocercus nigroaeneus
- Gasterocercus nigromaculatus
- Gasterocercus nocturnus
- Gasterocercus oblitus
- Gasterocercus obscurus
- Gasterocercus obtusus
- Gasterocercus obumbratus
- Gasterocercus ochraceus
- Gasterocercus onizo
- Gasterocercus pallens
- Gasterocercus petulans
- Gasterocercus planirostris
- Gasterocercus plumipes
- Gasterocercus prionobrachis
- Gasterocercus propugnator
- Gasterocercus quinquepunctatus
- Gasterocercus richteri
- Gasterocercus rutilitarsis
- Gasterocercus scabrirostris
- Gasterocercus semicarinatus
- Gasterocercus semicircularis
- Gasterocercus setosus
- Gasterocercus singularis
- Gasterocercus sordidus
- Gasterocercus squalidus
- Gasterocercus stratum
- Gasterocercus subsellatus
- Gasterocercus sulcicollis
- Gasterocercus tamanukii
- Gasterocercus tristis
- Gasterocercus variegatus
- Gasterocercus virilis